# Sandalj
Sandalj (cyr. Сандаљ) – wieś w Serbii, w okręgu kolubarskim, w mieście Valjevo. W 2011 roku liczyła 123 mieszkańców.